# 顯示廣告
展示型廣告（英語：Display advertising）是一種型態的廣告，最常見包含超脫文字之外的圖形資訊，如標識、照片或其他圖形、位置地圖等依此類推。它定期出現於一般專欄區同一網頁，或者鄰接的網頁間。有別於一般出現於區域，只有幾種字體可選的純文字分類廣告(雖然後來差別沒那麼明顯)。
顯示廣告利用標準或非標準大小的靜態或動態圖片，稱做網頁匾聯，同時也有互動式媒體包括音效或視訊元件。Adobe提供的Flash（原本來自Macromedia 後來被Adobe購併）是為互動式網路廣告廣泛使用的格式。
顯示廣告並非一定要在圖形、聲音，或者視訊上多花俏。純文字廣告亦同時被用在更適合放文字、有更好效果的場合，如發送商業SMS短信到使用者行動裝置的文字廣告就是一例。

## 真實世界範例
看板廣告是最常見的顯示廣告的範例之一。